# Patric Knowles
Patric Knowles (ur. 11 listopada 1911, zm. 23 grudnia 1995) – angielski aktor filmowy i telewizyjny.

## Filmografia
seriale
- 1946: Lights Out
- 1954: Studio 57
- 1958: 77 Sunset Strip jako Major George Haney
- 1969: Marcus Welby, lekarz medycyny jako pan Carstairs

film
- 1932: Człowiek jutra
- 1935: Honours Easy jako Harry Markham
- 1936: Szarża lekkiej brygady jako kapitan Perry Vickers
- 1938: Przygody Robin Hooda jako Will Szkarłatny
- 1940: Anne of Windy Poplars jako Gilbert Blythe
- 1941: Zielona dolina jako Ivor Morgan
- 1941: Wilkołak jako Frank Andrews
- 1942: Abbott i Costello – Kto to zrobił? jako Turner
- 1943: Frankenstein spotyka Człowieka Wilka jako doktor Frank Mannering
- 1943: Hit the Ice jako Doktor Bill Elliot (w napisach)/doktor William ‘Bill’ Burns (w filmie)
- 1947: Variety Girl jako on sam
- 1949: The Big Steal jako Jim Fiske
- 1957: Zatoka Aniłów jako Charles de Marigny
- 1958: Ciotka Mame jako Lindsay Woolsey
- 1967: Zachodni szlak jako kapitan Grant
- 1968: Diabelska brygada jako admirał Mountbatten
- 1970: Chisum jako Henry Tunstall
- 1973: Arnold jako Douglas Whitehead

## Wyróżnienia
Posiada swoją gwiazdę na Hollywoodzkiej Alei Gwiazd.